# Circuito Feminino Future de Tênis 3 2014
Il Circuito Feminino Future de Tênis 3 2014 è stato un torneo di tennis facente parte della categoria ITF Women's Circuit nell'ambito dell'ITF Women's Circuit 2014. Il torneo si è giocato a San Paolo in Brasile dal 10 al 16 marzo 2014 su campi in terra rossa e aveva un montepremi di $25,000.

## Vincitrici

### Singolare
Irina-Camelia Begu ha battuto in finale  Aleksandra Panova con il punteggio di 7–5, 4–6, 6–4

### Doppio
Irina-Camelia Begu /  Aleksandra Panova hanno battuto in finale  María Fernanda Álvarez Terán /  María Irigoyen con il punteggio di 6–4, 3–6, [11–9]